# BLU-97/B Combined Effects Bomb

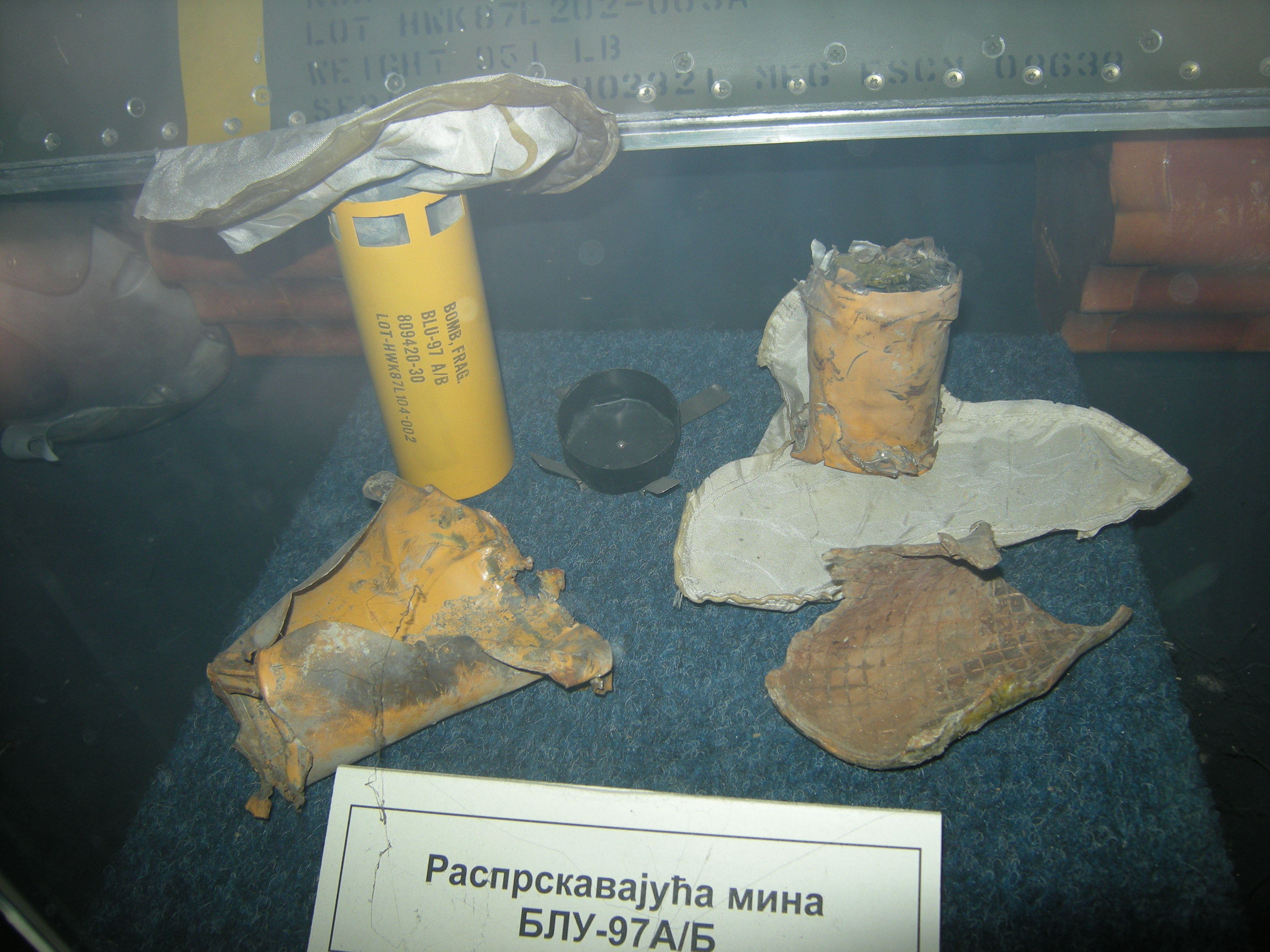
Des débris de BLU-97, au musée militaire de Belgrade.

La BLU-97/B Combined Effects Bomb (en français : « bombe à effets combinés ») est une sous-munition américaine, employée dans de nombreuses armes à fragmentation depuis les années 1980.

## Historique
Au début des années 1970, les forces américaines employaient, entre autres, comme sous-munitions des Mk.118 antichars et des BLU-26 antipersonnel, larguées depuis des bombes CBU-24, auxquelles sont rajoutés en 1971 des éléments incendiaires.
En 1974, le département de la Défense des États-Unis recherche une sous-munition remplissant les trois fonctions et avait passé un contrat avec Aerojet Ordnance de Downey, en Californie, pour assurer son développement. Fabriqué dans la Kansas Army Ammunition Plant (en), le BLU-97 était la réponse. Les nouvelles sous-munitions utilisées par la bombe CBU-87 Combined Effects Munition ont commencé à être mises en service dans l'USAF en 1986, avec des caractéristiques qui les rendent antipersonnel, anti-blindage et incendiaires. Elles sont nommées « munitions à effets combinés ».

## Fonctionnement

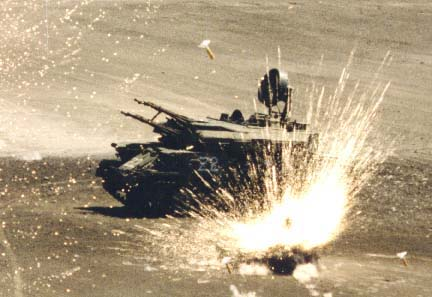
Un ZSU-23-4 pris pour cible, lors d'un tir d'exercice d'AGM-154 Joint Standoff Weapon.

Lorsque les petites charges tombent, elles se détachent du corps de la bombe-support (la structure de la bombe principale, sur laquelle les petites bombes sont attachées comme une grappe) lorsque la vitesse de celle-ci passe en dessous de 324 km/h, et tombent séparément en chute libre vers le sol. Elles contiennent un sac gonflable (ballute) à leur sommet, les ralentissant fortement et leur permettant également de mieux se disperser. Lorsque ces petites munitions descendent, elles sont soumises à des accélérations importantes. Une fois qu'elles subissent une accélération minimum de 6 G, elles s'arment en environ 2,6 s et sont prêtes à exploser. Pendant la chute, elles sont également mises en rotation sur elles-mêmes.
Elles contiennent une charge militaire constituée de plusieurs éléments différents, en l'espèce d'une charge creuse et d'explosifs à fragmentation. Elles possèdent également un haut pouvoir incendiaire. Cette munition est extrêmement efficace contre du personnel, du matériel et des blindés, et il s'agit d'ailleurs des domaines dans lesquels elle est la plus utilisée.
On estime le taux d'échec à 5 %, causant un nombre important de munitions non explosées. La sensibilité des détonateurs est telle que les démineurs ne doivent pas les déplacer et doivent les faire exploser sur place avec d'autres explosifs. Il y a eu plusieurs accidents mortels lors de déminages. Dix-huit incidents impliquant des armes à sous-munitions non explosées se sont produits pendant l'opération Tempête du désert, au moins douze militaires américains ont été tués et des dizaines d'autres blessés par celles-ci au cours des quatre jours de l'invasion terrestre. Environ douze militaires américains ont été tués en Irak et au Koweït par des munitions non explosées après le cessez-le-feu.

## Utilisations

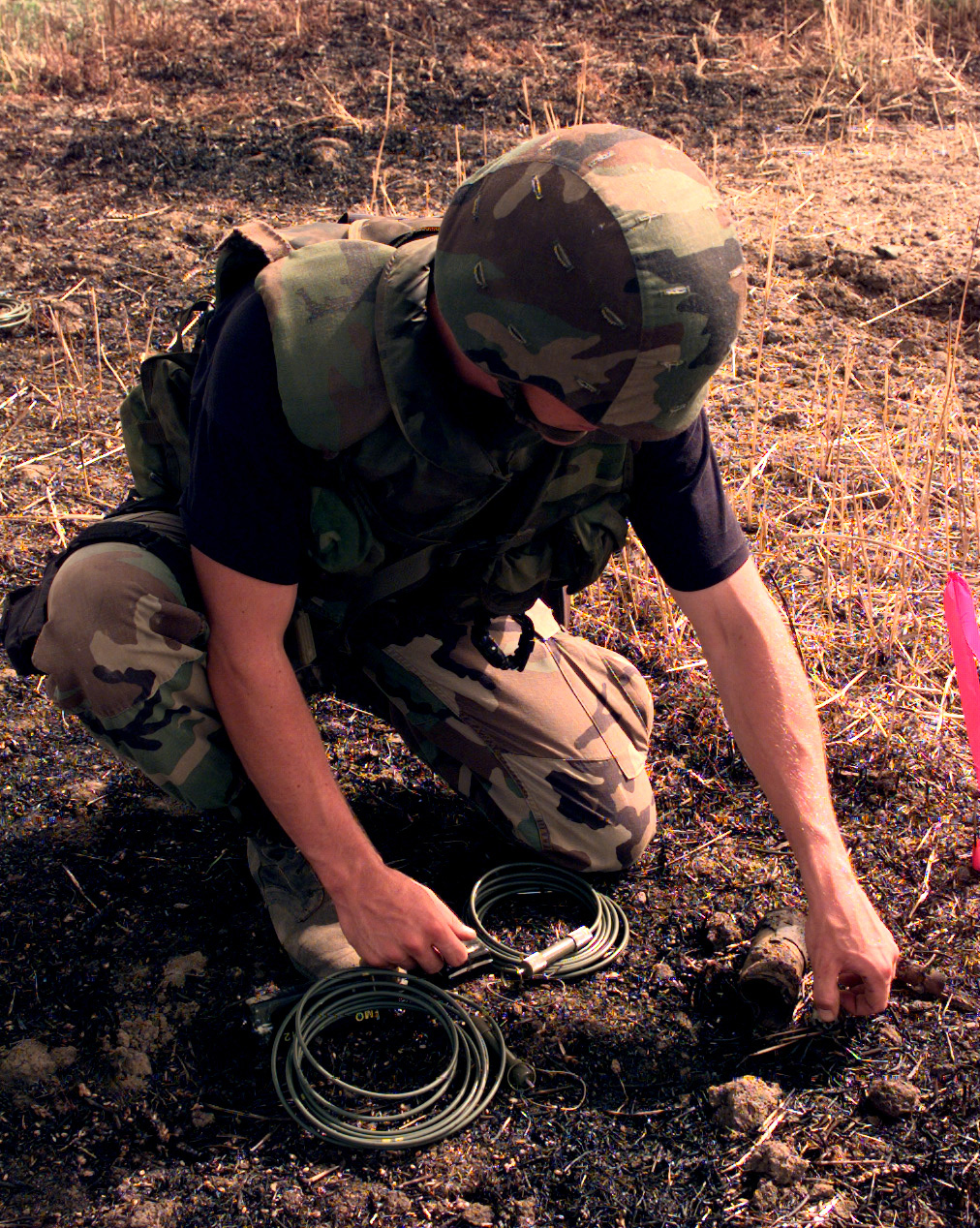
Un militaire de l'USAF préparant la destruction d'une BLU-97 non-explosée au Kosovo, en août 1999.

- Lors de la guerre du golfe de 1991, 10 035 bombes CBU 87/B emportant 202 sous-munitions BLU-97/B ont été larguées, soit un total de 2 027 070 sous-munitions.
- Durant l'opération Desert Fox en décembre 1998, des AGM-154A JSOW pouvant emporter 145 BLU 97/B (entre autres charges) et 31 BGM-109 Tomahawk ont été employés.
- Elle est employée également durant la guerre du Kosovo[2].

## Éthique et dangers pour les populations civiles
En 2003, des organisations humanitaires, telles que l'UNICEF, exprimèrent leurs vives inquiétudes au sujet des sous-munitions BLU-97/B car, à leurs yeux, elles étaient de la même taille et de la même couleur que les rations de nourriture distribuées aux enfants en Afghanistan et en Irak,. Même si les dernières sont carrées et les premières cylindriques, les deux étaient larguées depuis des avions américains et étaient de couleur jaune, ce qui était censé les rendre facilement repérables sur le sol.
Les États-Unis rétorquèrent en décidant de changer la couleur des futurs packs de nourriture et en avertissant les civils des dangers représentés par les sous-munitions, par des annonces publiques et des diffusions de tracts. 170 officiels du Pentagone affirmèrent également que les packs de nourriture avaient été largués dans des zones bien à l'écart des zones de bombardements. Le Rear admiral Craig Quigley, second assistant du secrétaire à la Défense pour les affaires publiques des États-Unis, affirma : « En dépit de leurs couleurs similaires, il y a tout de même très très peu de chances qu'une personne puisse saisir une sous-munition en pensant tenir un pack de nourriture ». Il existe de nombreux autres objets cylindriques et de couleur jaune en Afghanistan, tels que des bouteilles d'eau ou des canettes de soda, et qui pourraient également être confondues avec des munitions non-explosées par des enfants.

## Caractéristiques
- Longueur :
  - Stockée : 16,8 cm
  - Déployée : 22,6 cm (sans le carénage du retardateur)
- Diamètre : 6,35 cm
- Masse : 1,54 kg
- Explosifs :
  - Standard : 287 g de Cyclotol, un mélange de RDX et de TNT
  - Munitions insensibles (Insensitive Munitions) (IM) : PBXN-107
- Charge militaire : charge creuse, carcasse pré-fragmentée et anneau incendiaire en zirconium[7]
- Coût : inférieur à 60 dollars en 2000[2]

## Armes employant cette sous-munition
- Missile AGM-137 TSSAM (abandonné)
- Missile BGM-109D Tomahawk : 166 BLU-97 ;
- Missile AGM-154 Joint Standoff Weapon : 145 BLU-97 ;
- Bombe CBU-87 : 202 BLU-97 ;
- Bombe CBU-103 : 202 BLU-97 ;
- Bombe CBU-113 : 202 BLU-97[8].

## Remplacement et fin de production
En 2008, Textron présente une munition avec un guidage de précision, la CBU-97 Sensor Fuzed Weapon (en). Cette société, la dernière aux États-Unis à fabriquer des sous-munitions, a annoncé la fin de la production de celles-ci le 31 août 2016.